# نیکولائه لینکا
نیکولائه لینکا (انگلیسی: Nicolae Linca؛ ۱ ژانویه ۱۹۲۹ – ۲۷ ژوئن ۲۰۰۸) بوکسور اهل رومانی بود.
وی در مسابقات کشوری و بین‌المللی در مجموع برندهٔ ۱ مدال طلا، ۲ مدال برنز شده‌است.